# Мевес (дворянский род)
Мевес (нем. von Mewes) — дворянский род.
Давид Мевиус, профессор Грейфсвальдского университета (ум. 1670), получил дворянское достоинство в Швеции. Внук его, Яков, переселился в Россию при Петре Великом и был строителем военных кораблей. От него происходят дворяне фон Мевес в России.
Этот род внесен во II и III ч. родословных книг Бессарабской, Витебской, Владимирской, Волынской и Московской губ.

## Описание герба
Щит рассечен. В правой серебряной части зелёный лавровый венок, в левой лазуревой части серебряная колонна, увенчанная золотой шестиугольной звездой. Колонну обвивает чёрная змея с червлеными глазами и жалом.
На щите дворянский коронованный шлем. Нашлемник: взлетающий коронованный чёрный орел с золотым клювом, червлеными глазами и языком. На его груди золотая литера М, над ней золотой крест, под ней три золотых пояса, один короче другого, верхний самый длинный. Намёт на щите лазуревый, подложенный серебром. Девиз: «ЧЕСТЬЮ И ПРАВДОЙ» серебряными буквами на лазуревой ленте.